# Преспанско-охридска епархија
Преспанско-охридска епархија (грч. Μητρόπολη Πρεσπών και Αχριδών) је бивша епархија Цариградске патријаршије, која је постојала између 1767. и 1920. године. Настала је непосредно након гашења Охридске архиепископије (1767), путем укидања дотадашње првопрестолне Охридске епархије и прикључења њеног подручја суседној Преспанској епархији.
Након ослобођења од османске власти (1912—1913), мањи делови ове епархије припали су Грчкој и Албанији, док је највећи део припао Краљевини Србији, услед чега су отпочели преговори са Цариградском патријаршијом о прикључењу ове и осталих ослобођених епархија Београдској митрополији. Пошто се последњи преспанско-охридски митрополит Антим Тумбалидис (грч. Άνθιμος Τουμπαλίδης) повукао у Грчку, привремену управу над српским делом епархије преузео је епископ Варнава (Росић). Након укључивања ове епархије у састав Српске православне цркве (1920) извршено је преуређење епархијске управе путем поделе њеног дотадашњег подручја између суседних епархија, Охридске и Битољске.